# Jessica Fox
Jessica Fox, född den 11 juni 1994 i Marseille i Frankrike, är en australisk kanotist.
Hon tog OS-silver i K-1 i slalom i samband med de olympiska kanottävlingarna 2012 i London. Vid de olympiska kanottävlingarna 2016 i Rio de Janeiro tog hon en bronsmedalj i samma gren.
Vid olympiska sommarspelen 2020 i Tokyo tog Fox guld i C-1 slalom och brons i K-1 slalom.
Vid olympiska sommarspelen 2024 vann hon ytterligare två OS-guld i C1 och K1-slalom.